# 분데스리가 1999-2000
푸스볼-분데스리가 1999-2000은 독일의 축구 1부리그인 푸스볼-분데스리가의 37번째 시즌이다. 이 시즌은 1999년 8월 13일에 시작되어 2000년 5월 20일에 종료되었다. 바이에른 뮌헨은 전 시즌 챔피언이었다.

## 대회 형식
리그의 각 팀들은 다른 팀들을 상대로 각 두 번씩, 즉 홈경기 한 번, 원정경기 한 번씩을 치르게 된다. 경기에서 승리 시 승점 3점을 받으며, 무승부를 거둘 경우 승점 1점을 챙길 수 있다. 두 팀 이상이 승점에서 동률을 이룰 경우, 이들간의 순위는 골득실로 결정되며, 그래도 동률이면 다득점으로 결정된다. 시즌이 끝나고, 가장 많은 승점을 획득한 팀이 우승을 거두게 되며, 반대로 승점이 가장 적은 세 팀은 2. 푸스볼-분데스리가로 강등된다.

## 1998-99 시즌으로부터의 팀 변경
뉘른베르크, 보훔, 묀헨글라트바흐는 최하위 세 자리를 가져감에 따라 2. 푸스볼-분데스리가로 강등되었다. 그들의 자리는 빌레펠트, 운터하힝, 그리고 울름 1846이 가져갔다.

## 시즌 요약
29라운드가 끝난 시점에서 레버쿠젠은 승점 61점으로, 승점 60점을 수집한 디펜딩 챔피언 바이에른 뮌헨을 1점 차로 앞섰다. 30라운드가 끝난 뒤, 두 팀의 승점 격차는 3점으로 벌어졌고, 이 격차는 33라운드까지 유지되었다. 34라운드를 앞선 시점에서 레버쿠젠은 승점 73점을, 바이에른 뮌헨은 승점 70점을 획득한 상태였다. 그러나, 최종 라운드에서 레버쿠젠은 운터하힝 원정에서 0-2로 패하는 동안, 바이에른 뮌헨은 홈에서 베르더 브레멘을 3-1로 꺾었다. 그에 따라 레버쿠젠과 승점이 동률이 된 바이에른 뮌헨은 골득실차로 리그 타이틀을 방어하는 데 성공하였다.

## 참가 팀
| 구단             | 위치                 | 홈구장                     | 수용 인원 |
| ---------------- | -------------------- | -------------------------- | --------- |
| 도르트문트       | 도르트문트           | 베스트팔렌슈타디온         | 68,600    |
| 뒤스부르크       | 뒤스부르크           | 베다우슈타디온             | 30,128    |
| 레버쿠젠         | 레버쿠젠             | 바이아레나                 | 22,500    |
| 1860 뮌헨        | 뮌헨                 | 뮌헨 올림픽 스타디움       | 63,000    |
| 바이에른 뮌헨    | 뮌헨                 | 뮌헨 올림픽 스타디움       | 63,000    |
| 볼프스부르크     | 볼프스부르크         | VfL-슈타디온 암 엘슈터베흐 | 21,600    |
| 베르더 브레멘    | 브레멘               | 베저슈타디온               | 36,000    |
| 빌레펠트         | 빌레펠트             | 슈타디온 알름              | 26,600    |
| 샬케 04          | 겔젠키르헨           | 파르크슈타디온             | 70,000    |
| 슈투트가르트     | 슈투트가르트         | 고틀립-다임러-슈타디온     | 53,700    |
| 운터하힝         | 운터하힝             | 슈타디온 암 슈포어트파크   | 11,300    |
| 울름 1846        | 울름                 | 도나우슈타디온             | 23,500    |
| 카이저슬라우테른 | 카이저슬라우테른     | 프리츠 발터 슈타디온       | 41,500    |
| 프라이부르크     | 프라이부르크         | 드라이잠슈타디온           | 25,000    |
| SGE 프랑크푸르트 | 프랑크푸르트 암 마인 | 발트슈타디온               | 62,000    |
| 한자 로스토크    | 로스토크             | 오스트제슈타디온           | 25,850    |
| 함부르크         | 함부르크             | 폴크스파르크슈타디온       | 62,000    |
| 헤르타 BSC       | 베를린               | 베를린 올림픽 스타디움     | 76,000    |

## 리그 순위
| 순위 | 팀                | 경기 | 승 | 무 | 패 | 득 | 실 | 차  | 승점   | 참가 및 강등                        |
| ---- | ----------------- | ---- | -- | -- | -- | -- | -- | --- | ------ | ----------------------------------- |
| 1    | 바이에른 뮌헨 (C) | 34   | 22 | 7  | 5  | 73 | 28 | +45 | 73     | UEFA 챔피언스리그 2000-01 조별 리그 |
| 2    | 레버쿠젠          | 34   | 21 | 10 | 3  | 74 | 36 | +38 | 73     | UEFA 챔피언스리그 2000-01 조별 리그 |
| 3    | 함부르크          | 34   | 16 | 11 | 7  | 63 | 39 | +24 | 59     | UEFA 챔피언스리그 2000-01 3차 예선  |
| 4    | 1860 뮌헨         | 34   | 14 | 11 | 9  | 55 | 48 | +7  | 53     | UEFA 챔피언스리그 2000-01 3차 예선  |
| 5    | 카이저슬라우테른  | 34   | 15 | 5  | 14 | 54 | 59 | -5  | 50     | UEFA컵 2000-01 1라운드              |
| 6    | 헤르타 BSC        | 34   | 13 | 11 | 10 | 39 | 46 | -7  | 50     | UEFA컵 2000-01 1라운드              |
| 7    | 볼프스부르크      | 34   | 12 | 13 | 9  | 51 | 58 | -7  | 49     | UEFA 인터토토컵 2000 3라운드        |
| 8    | 슈투트가르트      | 34   | 14 | 6  | 14 | 44 | 47 | -3  | 48     | UEFA 인터토토컵 2000 2라운드        |
| 9    | 베르더 브레멘     | 34   | 13 | 8  | 13 | 65 | 52 | +13 | 47     | UEFA컵 2000-01 1라운드1             |
| 10   | 운터하힝          | 34   | 13 | 8  | 14 | 40 | 42 | -2  | 44     |                                     |
| 11   | 도르트문트        | 34   | 9  | 13 | 12 | 41 | 38 | +3  | 40     |                                     |
| 12   | 프라이부르크      | 34   | 10 | 10 | 14 | 45 | 50 | -5  | 40     |                                     |
| 13   | 샬케 04           | 34   | 8  | 15 | 11 | 42 | 44 | -2  | 392    |                                     |
| 14   | SGE 프랑크푸르트  | 34   | 12 | 5  | 17 | 42 | 44 | -2  | 392, 3 |                                     |
| 15   | 한자 로스토크     | 34   | 8  | 14 | 12 | 44 | 60 | -16 | 38     |                                     |
| 16   | 울름 1846 (R)     | 34   | 9  | 8  | 17 | 36 | 62 | -26 | 35     | 2. 푸스볼-분데스리가 2000-01로 강등 |
| 17   | 빌레펠트 (R)      | 34   | 7  | 9  | 18 | 40 | 61 | -21 | 30     | 2. 푸스볼-분데스리가 2000-01로 강등 |
| 18   | 뒤스부르크 (R)    | 34   | 4  | 10 | 20 | 37 | 71 | -34 | 22     | 2. 푸스볼-분데스리가 2000-01로 강등 |

출처: (독일어) www.dfb.de 

순위 결정 우선순위는 다음에 의해 결정된다: 1) 승점; 2) 골득실; 3) 다득점 

1 바이에른 뮌헨이 DFB-포칼 1999-2000 우승도 거둠에 따라, 컵대회 우승팀에게 주어지는 UEFA컵 2000-01 진출권은 DFB-포칼 준우승팀인 베르더 브레멘의 몫이 되었다. 

2 샬케 04와 SGE 프랑크푸르트는 다득점에서도 동률을 이룸에 따라, 상대 전적에 의해서 둘 간의 순위가 정해졌다. 

3 SGE 프랑크푸르트는 재정위기로 승점 2점을 삭감당하였다. 

(C) = 우승; (R) = 강등; (P) = 승격; (O) = 플레이오프 승자; (A) = 다음 라운드 진출 

시즌이 종료되지 않았을때에만 다음을 사용: 

(Q) = 해당 라운드 진출; (TQ) = 토너먼트 진출, 그러나 진출 라운드 미정; (DQ) = 진출 무효

## 결과
| 홈\원정1         | BSC | BIE | BRE | DOR | DUI | FRA | FRE | HAM | KAI | LEV | FCB | M60 | ROS | S04 | STU | ULM | UHA | WOB |
| ---------------- | --- | --- | --- | --- | --- | --- | --- | --- | --- | --- | --- | --- | --- | --- | --- | --- | --- | --- |
| 헤르타 BSC       | -   | 2–0 | 1–1 | 0–3 | 2–1 | 1–0 | 0–0 | 2–1 | 0–1 | 0–0 | 1–1 | 1–1 | 5–2 | 2–1 | 1–1 | 3–0 | 2–1 | 0–0 |
| 빌레펠트         | 1–1 | -   | 2–2 | 0–2 | 0–1 | 1–1 | 2–1 | 3–0 | 1–2 | 1–2 | 0–3 | 2–2 | 2–2 | 1–2 | 1–2 | 4–1 | 1–0 | 0–0 |
| 베르더 브레멘    | 4–1 | 3–1 | -   | 3–2 | 4–0 | 3–1 | 5–2 | 2–1 | 5–0 | 1–3 | 0–2 | 1–3 | 2–1 | 0–1 | 2–1 | 2–2 | 2–2 | 2–2 |
| 도르트문트       | 4–0 | 1–3 | 1–3 | -   | 2–2 | 1–0 | 1–1 | 0–1 | 0–1 | 1–1 | 0–1 | 1–1 | 3–0 | 1–1 | 1–1 | 1–1 | 1–3 | 2–1 |
| 뒤스부르크       | 0–0 | 0–3 | 0–1 | 2–2 | -   | 2–3 | 1–2 | 1–1 | 2–2 | 0–0 | 1–2 | 3–0 | 2–2 | 1–1 | 1–3 | 0–0 | 2–0 | 2–3 |
| SGE 프랑크푸르트 | 4–0 | 2–1 | 1–0 | 1–1 | 2–2 | -   | 2–0 | 3–0 | 0–1 | 1–2 | 1–2 | 3–1 | 0–0 | 0–2 | 0–1 | 2–1 | 3–0 | 4–0 |
| 프라이부르크     | 0–1 | 1–1 | 2–1 | 1–1 | 3–0 | 2–3 | -   | 0–2 | 2–1 | 0–0 | 1–2 | 3–0 | 5–0 | 2–1 | 0–2 | 2–0 | 4–3 | 1–1 |
| 함부르크         | 5–1 | 5–0 | 0–0 | 1–1 | 6–1 | 1–0 | 2–0 | -   | 2–1 | 0–2 | 0–0 | 2–0 | 1–0 | 3–1 | 3–0 | 1–2 | 3–0 | 2–2 |
| 카이저슬라우테른 | 1–2 | 0–2 | 4–3 | 1–0 | 3–2 | 1–0 | 0–2 | 2–0 | -   | 1–3 | 0–2 | 1–1 | 2–2 | 2–1 | 1–2 | 6–2 | 4–2 | 2–2 |
| 레버쿠젠         | 3–1 | 4–1 | 3–2 | 3–1 | 3–0 | 4–1 | 1–1 | 2–2 | 3–1 | -   | 2–0 | 1–1 | 1–1 | 3–2 | 1–0 | 4–1 | 2–1 | 4–1 |
| 바이에른 뮌헨    | 3–1 | 2–1 | 3–1 | 1–1 | 4–1 | 4–1 | 6–1 | 2–2 | 2–2 | 4–1 | -   | 1–2 | 4–1 | 4–1 | 0–1 | 4–0 | 1–0 | 5–0 |
| 1860 뮌헨        | 2–1 | 5–0 | 1–0 | 0–3 | 4–1 | 2–0 | 3–1 | 0–0 | 2–1 | 1–2 | 1–0 | -   | 4–3 | 3–3 | 1–1 | 4–1 | 2–1 | 1–2 |
| 한자 로스토크    | 0–1 | 2–1 | 1–1 | 1–0 | 3–1 | 3–1 | 1–1 | 3–3 | 4–2 | 1–1 | 0–3 | 0–0 | -   | 1–0 | 1–4 | 2–1 | 1–1 | 1–1 |
| 샬케 04          | 1–1 | 1–1 | 3–1 | 0–0 | 3–0 | 0–0 | 2–2 | 1–3 | 1–2 | 1–1 | 1–1 | 2–2 | 0–3 | -   | 3–0 | 0–0 | 1–0 | 1–1 |
| 슈투트가르트     | 1–0 | 3–3 | 0–0 | 1–2 | 4–2 | 0–2 | 1–0 | 1–3 | 0–1 | 1–2 | 1–0 | 1–3 | 3–1 | 0–2 | -   | 2–0 | 0–2 | 2–5 |
| 울름 1846        | 0–1 | 2–0 | 2–1 | 0–1 | 0–3 | 3–0 | 1–1 | 1–2 | 3–1 | 1–9 | 0–1 | 3–0 | 1–1 | 1–1 | 1–1 | -   | 1–0 | 2–0 |
| 운터하힝         | 1–1 | 2–0 | 1–0 | 1–0 | 2–0 | 1–0 | 1–0 | 1–1 | 1–2 | 2–0 | 0–2 | 1–1 | 1–1 | 3–1 | 2–0 | 1–0 | -   | 1–1 |
| 볼프스부르크     | 2–3 | 2–0 | 2–7 | 1–0 | 1–0 | 1–0 | 2–1 | 4–4 | 3–2 | 3–1 | 1–1 | 2–1 | 2–0 | 0–0 | 0–2 | 1–2 | 2–2 | -   |

출처: (독일어) www.dfb.de 

1 홈팀은 왼쪽 열의 팀이다. 

청색은 홈팀 승리를, 홍색은 원정팀 승리를, 황색은 무승부를 의미

## 득점 집계
19골
- 마르틴 막스 (1860 뮌헨)

17골
- 울프 키르스텐 (레버쿠젠)

14골
- 에우베르 (바이에른 뮌헨)
- 에베 산 (샬케 04)

13골
- 마르코 보데 (베르더 브레멘)
- 파울루 세르지우 (바이에른 뮌헨)

12골
- 아이우통 (베르더 브레멘)
- 조나단 아크포보리 (볼프스부르크)
- 미하엘 프레츠 (헤르타 BSC)

11골
- 슈테판 바인리히 (레버쿠젠)
- 유리 조르카예프 (카이저슬라우테른)
- 안드르제이 유스코비악 (볼프스부르크)
- 브루노 라바디아 (빌레펠트)
- 아델 셀리미 (프라이부르크)

## 챔피언 스쿼드
| FC 바이에른 뮌헨 |
| 골키퍼: 올리버 칸 (27); 베른트 드레헤어 (6); 슈테판 베셀즈 (2). 수비수: 토마스 링케 (27 / 1); 마르쿠스 바벨 (26 / 1); 빅상트 리자라쥐 (22 / 1); 새뮤얼 쿠포르 (18 / 2); 파트리크 안데르손 (16); 로타어 마테우스 (15 / 1). 미드필더: 옌스 예레미스 (30 / 3); 파울루 세르지우 (28 / 13); 슈테판 에펜베르크 (27 / 2); 미하엘 타르나트 (26 / 1); 토르스텐 핑크 (26); 메흐메트 숄 (25 / 6); 미하엘 비진거 (13 / 1); 토마스 슈트룬츠 (9); 스와보미르 보이치호프스키 (3 / 1); 마리오 바슬러 (2); 앤드류 신칼라 (1). 공격수: 하산 살리하미지치 (30 / 4); 로케 산타 크루스 (28 / 5); 지오바니 에우베르 (26 / 14); 카르스텐 양커 (23 / 9); 알렉산더 치클러 (14 / 7). (괄호 안은 경기 출장 횟수 / 득점 횟수를 나타낸 것임) 감독: 오트마어 히츠펠트. 명단에 있지만 출장 기록이 없는 선수: 다비트 야롤림. 시즌도중 이적: 로타어 마테우스 (메트로스타즈행); 마리오 바슬러 (카이저슬라우테른행). |

## 같이 보기
- DFB-포칼 1999-2000
- 2. 푸스볼-분데스리가 1999-2000